# Superliga de Malasia 2015
La Super Liga de Malasia 2015 (también conocida como Astro Liga Super Malaysia 2015 en malayo) es la 12da temporada de la máxima división del fútbol en Malasia desde la inserción del torneo en el 2004. 12 equipos participan en la liga, con el Johor DT FC como el campeón defensor.
La temporada comenzó el 31 de enero de 2015 y terminará el 29 de agosto de 2015.
La RTM y la Media Prima fueron escogidas para emitir varios partidos de liga durante esta temporada.

## Cambios mayores
Los siguientes son los principales cambios de la temporada 2015 de la Super League, en comparación con la temporada anterior:
- El partido del Charity Shield 2015 de Malasia entre Johor DT FC y Pahang también será un partido Super Liga. El resultado del partido de 90 minutos se contará para la clasificación tabla de la liga. La última vez que esto sucedió fue durante las temporadas de la Super Liga de Malasia 2011 y 2014.

- Los árbitros de línea de meta se introducirán en partidos seleccionados durante la temporada, y se aplicara plenamente para todos los partidos en la temporada Super Liga de Malasia 2015, si la retroalimentación es positive.[1]

- Para la temporada de 2015, se pueden registrar un total de 4 jugadores extranjeros por los equipos de la Superliga, incluyendo al menos un jugador de los países de la AFC, y los 4 jugadores extranjeros pueden jugar a la vez en un partido. El anuncio fue hecho por FAM durante la reunión exco en diciembre de 2014.[2]

## Equipos
Un total de 12 equipos compiten en la temporada 2015, la cual incluye 10 equipos que particuparon en la Super Liga de Malasia 2014, y el campeón y subcampeón de la Premier League de Malasia 2014.
Los clubes T-Team y PKNS FC fueron relagados al final te la temporada Super Liga de Malasia 2014, luego de finalizar en la parte inferior de la tabla de posiciones. A su vez, el campeón invicto PDRM FA y el subcampeón FELDA United FC ocuparon los lugares dejados por esos equipos.
- Johor DT FC, actual campeón
- Selangor FA
- Pahang FA
- Terengganu FA
- Sime Darby FC
- Kelantan FA
- Sarawak FA
- LionsXII
- Perak FA
- ATM FA
- PDRM FA1
- FELDA United FC2

Nota:

1 Promovido como campeón de la Premier League de Malasia 2014

2 Promovido como subcampeón de la Premier League de Malasia 2014

### Datos generales
| Equipo        | Entrenador            | Sede             | Estadio                              | Aforo1 |
| ------------- | --------------------- | ---------------- | ------------------------------------ | ------ |
| ATM FA        | B. Sathianathan       | Subang Jaya      | Estadio Tuanku Abdul Rahman          | 40,000 |
| FELDA United  | Irfan Bakti Abu Salim | Kuala Lumpur     | Estadio Selayang                     | 11,098 |
| Johor DT FC   | Bojan Hodak           | Johor Bahru      | Estadio Tan Sri Dato Hj Hassan Yunos | 30,000 |
| Kelantan FA   | George Boateng        | Kota Bharu       | Estadio Sultan Mohammad IV           | 22,000 |
| LionsXII      | Fandi Ahmad           | Singapur         | Estadio Jalan Besar                  | 8,000  |
| Pahang FA     | Zainal Abidin Hassan  | Kuantan          | Estadio Darul Makmur                 | 40,000 |
| PDRM FA       | Azman Adnan           | Petaling Jaya    | Estadio Shah Alam                    | 69,372 |
| Perak FA      | M. Karathu            | Ipoh             | Estadio Perak                        | 42,500 |
| Sarawak FA    | Robert Alberts        | Kuching          | Estadio Sarawak                      | 26,000 |
| Selangor FA   | Mehmet Durakovic      | Shah Alam        | Estadio Shah Alam                    | 69,372 |
| Sime Darby FC | Ismail Zakaria        | Shah Alam        | Estadio Selayang                     | 11,098 |
| Terengganu FA | Abdul Rahman Ibrahim  | Kuala Terengganu | Estadio Sultan Mizan Zainal Abidin2  | 50,000 |

- 1 Correctos a partir del final de 2014 la temporada Super Liga de Malasia
- 2 El Terengganu usa el Estadio Sultan Ismail Nasiruddin Shah hasta abril de 2015, debido a los trabajos de renovación del Estadio Sultan Mizan Zainal Abidin.[3]

### Jugadores foráneos
| Club            | Jugador 1          | Jugador 2             | Jugador 3            | Jugador (AFC)         |
| --------------- | ------------------ | --------------------- | -------------------- | --------------------- |
| ATM FA          | Obinna Nwaneri     | Abdulafees Abdulsalam | Jerry Palacios       | Mario Karlovic        |
| Felda United FC | Bojan Miladinovic  | Zah Rahan Krangar     | Edward Junior Wilson | Ndumba Makeche        |
| Johor DT FC     | Marcos Antônio     | Patito Rodríguez      | Alhaji Kamara        | Hariss Harun          |
| Kelantan FA     | Isaac Pupo         | Emmanuel Kenmogne     | Erwin Carrillo       | Jonathan McKain       |
| LionsXII        | NA                 | NA                    | NA                   | NA                    |
| Pahang FA       | Damion Stewart     | Matías Conti          | Dickson Nwakaeme     | Zesh Rahman           |
| PDRM FA         | Onorionde Kughegbe | Mohamadou Sumareh     | Dramane Traoré       | Ali Ashfaq            |
| Perak FA        | Thiago Junio       | Jorginho James        | Charles Chad         | Namkung Woong         |
| Sarawak FA      | Patrick Gerhardt   | Ivan Fatic            | Billy Mehmet         | Ryan Griffiths        |
| Selangor FA     | Robert Cornthwaite | Leandro Dos Santos    | Guilherme de Paula   | Andik Vermansyah      |
| Sime Darby FC   | Ivan Dragicevic    | Marko Perovic         | Nemanja Vidakovic    | Dilshod Sharofetdinov |
| Terengganu FA   | Vincent Bikana     | Gustavo López         | Paulo Rangel         | Issey Nakajima-Farran |

Nota:
- El equipo LionsXII no se le permite tener jugadores extranjeros, ya que está destinado a permanecer como un equipo de desarrollo para los jugadores de Singapur.[4]

## Tabla de posiciones
|     | Equipos de fútbol | PJ | G  | E | P  | GF | GC | Dif | Pts |
| --- | ----------------- | -- | -- | - | -- | -- | -- | --- | --- |
| 01. | Johor DT FC (C)   | 22 | 14 | 4 | 4  | 36 | 18 | +18 | 46  |
| 02. | Pahang FA         | 22 | 13 | 5 | 4  | 43 | 29 | +14 | 44  |
| 03. | Selangor FA       | 22 | 11 | 6 | 5  | 43 | 29 | +14 | 39  |
| 04. | Terengganu FA     | 22 | 12 | 2 | 8  | 40 | 33 | +7  | 38  |
| 05. | FELDA United      | 22 | 10 | 6 | 6  | 36 | 26 | +10 | 36  |
| 06. | PDRM FA           | 22 | 11 | 2 | 9  | 42 | 39 | +3  | 35  |
| 07. | Singapur LionsXII | 22 | 9  | 6 | 7  | 36 | 32 | +4  | 33  |
| 08. | Perak FA          | 22 | 8  | 4 | 10 | 32 | 33 | -1  | 28  |
| 09. | Kelantan FA       | 22 | 8  | 4 | 10 | 34 | 38 | -4  | 28  |
| 10. | Sarawak FA        | 22 | 4  | 7 | 11 | 28 | 40 | -12 | 19  |
| 11. | ATM FA (D)        | 22 | 2  | 5 | 15 | 21 | 47 | -26 | 11  |
| 12. | Sime Darby (D)    | 22 | 1  | 7 | 14 | 20 | 48 | -28 | 10  |

Pts = Puntos; PJ = Partidos jugados; G = Partidos ganados; E = Partidos empatados; P = Partidos perdidos; GF = Goles anotados; GC = Goles recibidos; Dif = Diferencia de goles

(C) = Campeón; (D) = Descendido; (P) = Promovido; (E) = Eliminado; (O) = Ganador de Play-off; (A) = Avanza a siguiente ronda.

Fuente:
1. ↑  El club LionsXII es una representación juvenil de Singapur, por lo que no puede clasificar  alos torneos internacionales de la CAF.

|  | Liga de Campeones 2016 (Play-Off)                                                                            |
|  | Fase de Grupo de la Copa de la AFC 2016 si el campeón avanza a la Fase de Grupo de la Liga de Campeones 2016 |
|  | Descenso a la Premier League de Malasia 2016                                                                 |

## Estadísticas

### Goleadores
Actualizado hasta el 22 de abril.
| Pos. | Jugador               | Club        | Goles |
| ---- | --------------------- | ----------- | ----- |
| 1    | Dramane Traore        | PDRM FA     | 19    |
| 2    | Matías Conti          | Pahang FA   | 12    |
| 2    | Luciano Figueroa      | Johor DT FC | 12    |
| 4    | Ali Ashfaq            | PDRM FA     | 10    |
| 4    | Issey Nakajima-Farran | Terengganu  | 10    |
| 4    | Billy Osman           | Sarawak FA  | 10    |